# Круг опасности
«Круг опасности» (англ. Circle of Danger) — детективный триллер режиссёра Жака Турнёра, вышедший на экраны в 1951 году.
Фильм поставлен по роману «Белый вереск» Филипа Макдональда, который также написал сценарий. Фильм рассказывает об американце по имени Клэй Дуглас (Рэй Милланд), который приезжает в Англию, чтобы выяснить правду о смерти своего брата во время операции британских коммандос в ходе Второй мировой войны.

## Сюжет
В прибрежных водах недалеко от Тампы во Флориде Клэй Дуглас (Рэй Милланд) с партнёром ведёт поиск затонувших ценностей. После нахождения ценной партии вольфрама Клэй неожиданно решает продать партнёру свою долю в совместном бизнесе, включая корабль и всё оборудование, и отправляется в Европу.
Прибыв в Лондон, Клэй наносит визит в Военный департамент, где ему назначена встреча с полковником Фэйрберном (Колин Гордон). По запросу Клэя полковник выяснил, что интересующий его бывший военнослужащий Элфред Смитерс умер два месяца назад от старых боевых ран. Клэй рассказывает полковнику, что обратился в департамент потому, что Смитерс был для него единственным человеком, который мог пролить свет на обстоятельства гибели его младшего брата Хэнка. Будучи американцем, с началом Второй мировой войны в 1940 году Хэнк приехал в Британию и в качестве добровольца поступил в отряд британских коммандос. В 1944 году накануне высадки союзнических войск на европейском континенте его брат в составе отряда выполнял секретное задание в Бретани, в ходе которого был убит. После его смерти Клэй разыскал Смитерса, который служил вместе с Хэнком и был его ближайшим другом, однако тот так и не успел рассказать о том, что случилось с Хэнком. Выслушав рассказ Клэя, Фэйрберн вспоминает о письме, связанном с похоронами Смитерса, в котором упоминается, что ими занимался его однополчанин Идвал Ллевелин (Эдвард Ригби). Полковник находит адрес Ллевелина, который живёт в Уэльсе и работает шахтёром.
Клэй немедленно едет в Уэльс, где на одной из шахт находит Идвала, отец которого тепло принимает американца у себя дома. Идвал говорит, что вряд ли может рассказать что-либо об обстоятельствах гибели Хэнка, так как в тот момент был ранен и не принимал участия в операции. Однако Смитерс рассказывал ему, что в убийстве было нечто странное: Хэнка убили с близкого расстояния выстрелом в голову, а пуля была не немецкая, из чего можно сделать вывод, что стрелял кто-то из своих. Идвал говорит, что на целые мили от их расположения не было немцев, кроме того, его удивило то, что Смитерс ему рассказал об этом только однажды в больнице, а затем молчал, сказав, что он ошибся и чтобы Идвал забыл об этом случае. По просьбе Клэя Идвал записал адрес майора Макаррана, который командовал их отрядом, однако о других участниках операции ему ничего не известно.
Клэй направляется в шотландское нагорье, где в сельской местности живёт в своём доме майор Хэмиш Маккарен (Хью Синклер). Местный житель, который подвозит Клэя со станции, замечает, что Дуглас — это шотландская фамилия, и не является ли Клэй потомком знаменитого Чёрного Дугласа. Клэй отвечает, что является американцем во втором поколении и приехал в Шотландию впервые. Дома у Макарренов Клэя тепло принимает мать Хэмиша (Марджори Филдинг), говоря, что сын приедет только завтра, и предлагает гостю ночлег в своём доме. Там же Клэй знакомится с очаровательной молодой соседкой Макарренов — Элспет Грэм (Патриция Рок), которая увлекается шотландской историей и обсуждает с ним тему взаимоотношений Чёрного Дугласа и Марии Стюарт. Клэй сообщает своим новым знакомым о цели визита, а затем рассказывает, что после того, как его родители погибли в автокатастрофе, он остался вдвоём с маленьким братом Хэнком, и потому испытывает особую ответственность за его судьбу. Он говорит, что брат очень любил сражаться, и когда в 1940 году началась война, он отправился в Англию, где служил под началом Хэнка. С 1940 года и вплоть до гибели брата Клэй его так больше и не видел. Вечером Клэй провожает Элспет домой. В ходе прогулки по живописным окрестностям девушка рассказывает, что живёт одна и зарабатывает на жизнь тем, что пишет и иллюстрирует детские книги. Между ними сразу возникает взаимная симпатия.
На следующее утро, когда приезжает Хэмиш, Клэй расспрашивает его о брате. Тот говорит, что Хэнк был хорошим солдатом, и погиб от случайной пули при отходе во время операции, других подробностей у него нет. Чтобы как-то продолжить своё расследование, Клэй просит Хэмиша дать ему имена членов отряда, которые участвовали в той операции. Вечером Макаррены, Элспет и Клэй слушают дома пластинку с музыкой Вагнера, затем Хэмиш собирается проводить Элспет домой. Перед её уходом Клэй говорит, что в течение следующей недели будет жить в Лондоне в гостинице «Савой» на случай, если она захочет закончить их дискуссию о Дугласах и Марии Стюарт. Дома у Элспет, Хэмиш начинает ревновать её к Клэю, и не в первый раз говорит, что любит её. Однако Элспет отвечает, что тоже очень любит его, но только как друга.
На следующее утро перед самым отъездом на станцию Клэй всё-таки добивается от Хэмиша списка его отряда. В нём двенадцать имён — двое офицеров и десять солдат. Семеро погибли во время войны, Смитерс умер недавно от ран, в живых осталось четверо — сам Хэмиш, капитан Шолто Льюис, а также солдаты Берт Оукшотт и Джим Стоунер. Хэмиш может дать адрес только Шолто Льюиса, который является известным лондонским балетмейстером, а с солдатами он связи не поддерживает.
Вернувшись в Лондон, Клэй направляется домой к Шолто Льюису (Мариус Горинг), живому и остроумному человеку богемного типа. Несмотря на то, что у Шолто дома идут репетиции, он тепло принимает Клэя, однако когда узнаёт, что того интересует судьба Хэнка Дугласа, закрывается и делает вид, что ничего не помнит про его гибель. Вернувшись в гостиницу, Клэй отправляет телеграмму Идваллу с просьбой помочь найти ему адреса Оукшотта и Стоунера. В этот момент ему звонит Элспет, приглашая к себе в гости, чтобы продолжить дискуссию о Дугласах. Дома Элспет сообщает ему, что приехала так срочно, потому что издатель вызвал её в Лондон из-за проблем с книгой. Дома у Элспет Клэй начинает насвистывать мелодию шотландской песни «Белый вереск», которую услышал на репетиции у Шолто. Он приглашает Элспет в ресторан, но она очень занята по работе, и они договариваются пойти в ресторан завтра вечером.
На следующий день рано утром по адресу, полученному от Идвалла, Клэй направляется на рынок в Ковент-Гарден, где работает один из интересующих его людей — типичный кокни Берт Оукшотт (Майкл Бреннан). Он хорошо помнит Хэнка и говорит, что у людей было о нём неоднозначное мнение — одни были за, другие против него. Но если Хэнк чем-то загорался, он был готов ради этого пойти на всё. Не в силах более ничего добавить, добродушный Оукшотт сообщает, что Стоунер работает оператором шлюза в Шеппертоне, поблизости от Лондона. Стоунер, которого Клэй застаёт за работой, говорит, что не видел Хэнка после высадки, так как в их отряде он был связным. Вместе с тем, он сообщает важную подробность. Оказывается, в операции помимо двенадцати членов их отряда участвовал ещё один человек, на которого и была возложена главная задача. После того, как их отряд смог быстро захватить небольшую немецкую радиостанцию, этот человек, который был капитаном разведки и свободно владел немецким языком, передавал в эфир дезинформацию для врага. Стоунер говорит, что, кажется, его звали Реджи Синклер и до войны он работал продавцом автомобилей.
Тем временем Элспет ждёт дома опаздывающего Клэя. Она звонит в ресторан и выясняет, что тот даже не заказал столик, как они договаривались. Наконец, он приезжает и начинает оправдываться, что опоздал из-за того, что весь день занимался расследованием. Элспет его прощает, и они решают поужинать дома, тем более что Клэй принёс две бутылки шампанского. После ужина Клэй рассказывает, что чувствует свою личную ответственность за то, что случилось с братом. Их родители погибли, когда Клэй учился в колледже, а Хэнку было шесть лет. Клэю пришлось бросить колледж и пойти работать, чтобы содержать себя и брата. Однако у него не было достаточного опыта в детской психологии, и он не уверен, что правильно воспитал Хэнка, делая главный акцент на то, чтобы брат был самостоятельным и уверенным в том, что может постоять за себя. Элспет спрашивает Клэя, не подозревает ли он, что Хэнк в боевых условиях мог потерять контроль над собой и его убили по неосторожности. Перед расставанием они выясняют кое-что друг о друге: Клэй говорит, что он не женат, и у него никого нет, Элспет в свою очередь сообщает, что с Хэмишем они просто хорошие друзья. Затем они договариваются о встрече на следующий день.
В утренней газете Клэй опубликовал сообщение, что просит срочно связаться с ним торговца автомобилями Реджи Синклера (Нонтон Уэйн), который из паба немедленно звонит Клэю и договаривается с ним о встрече в ресторане. Тем временем завсегдатаи паба, обсуждая Реджи, говорят, что он только выдаёт себя за простака, а на самом деле он хитрый лис. Во время встречи с Клэем Реджи уточняет, что вопрос заключается не в том, как, а в том, кем был убит Хэнк. Жалуясь на плохую память, Синклер намекает на то, что его память может улучшиться, если помочь его бизнесу. Кэйл понимает, что сможет получить какую-либо информацию от Синклера только в том случае, если купит у него автомобиль. В очередной раз забыв о свидании с Элспет, Кэйл звонит ей из ресторана и просит заехать за ним. Вскоре Элспет приезжает, но вид и манеры Синклера вызывают у неё отвращение, она встаёт из-за стола и уходит, Кэйл бежит за ней, расплачиваясь за ужин. Вернувшись домой вместе с Кэйлом, она выплёскивает на него всё своё негодование по поводу его поведения, но улучив момент, Кэйл целует её, и она отвечает на его поцелуй.
Утром Кэйл снова навещает Элспет, они обнимаются и целуются, после чего он уезжает на встречу с Синклером в Ричмонд-парк, обещая вернуться к ней в пять часов вечера. Она просит его сдержать на этот раз своё слово, так как для неё это очень важно. Синклер завозит Кэйла на новой машине в пустынное место в парке, где хочет поговорить без свидетелей. После оформления покупки автомобиля Синклер насвистывает мелодию «Белый вереск» и рассказывает, что видел, как произошло убийство Хэнка. Его застрелил другой коммандос, скорее всего офицер, из пистолета с глушителем с близкого расстояния. Однако его лица Синклер не разглядел, так как было темно и достаточно далеко. В качестве решающей подсказки Синклер насвистывает «Белый вереск», говоря, что убийца постоянно насвистывал эту народную шотландскую мелодию.
Решив, что это был Шолто, который использовал мелодию в своей новой постановке, Кэйл немедленно едет к нему домой, однако узнав, что тот уехал на премьеру в Бирмингем, без раздумий направляется туда. По дороге он заезжает к Элспет, но дверь никто не открывает. В Бирмингеме Кэйл прорывается в зрительный знал, где слышит знакомую мелодию, а затем на банкет по случаю премьеры. Заметив его, Шолто просит своего помощника не подпускать Кэйла к себе, и тот отвлекает его разговором, из которого Кэйл узнаёт, что мелодию «Белый вереск» Шолто позаимствовал у Хэмиша, который постоянно насвистывал её на войне.
Клэй немедленно направляется на автомобиле в Шотландию к Хэмишу. Дверь в его дом Макарренов неожиданно для него открывает Элспет, которая сообщает, что приняла предложение Хэмиша выйти за него замуж. Уйдя с Хэмишем для разговора наедине, Клэй говорит ему, что ему известно, что это он убил Хэнка. На вопрос, что тот собирается делать дальше, Кэйл предлагает взять ружья и прогуляться по окрестностям. Вскоре после их ухода на пороге неожиданно появляется Шолто, и узнав, что мужчины вооружены, убегает вслед за ними. Тем временем Кэйл и Хэмиш сели на траву посреди поля с тем, чтобы зарядить ружья. Хэмиш спрашивает, что будет дальше — убийство или дуэль? В этот момент появляется Шолто и забирает ружьё Кэйла, а затем отзывает его в сторону.
Шолто говорит, что он понял, что, услышав музыку, Кэйл обо всём догадался. Он может убить Кэйла прямо сейчас, обставив всё как несчастный случай на охоте. Однако сначала просит выслушать его. Шолто говорит, «ты думаешь, что Хэнк был подло убит, но на самом деле он был казнён за то что поставил под угрозу успех операции и жизни двенадцати человек». Он хотел, чтобы успех был только его заслугой, и когда захват станции ещё не был завершён, Хэнк побежал на спящих немцев, рискуя сорвать операцию. Хэмиш дважды приказал ему остановиться и вернуться, но Хэнк не подчинился. Тогда командиру пришлось выбирать — либо Хэнк, либо операция, и он выбрал операцию. После окончания операции он написал рапорт своему начальству, и оно полностью одобрило его действия, приказав всем её участникам забыть об этом инциденте. Но Хэмиш — настоящий офицер и джентльмен, и никогда не будет оправдываться. Выслушав Шолто, Кэйло подошёл к Хэмишу и сказал: «На твоём месте я поступил бы так же».
Хэмиш приходит к Элспет домой и предлагает ей уехать вместе с Клэем. Он говорит: «Ты меня не любишь, и если мне суждено уступить тебя кому-либо, то пусть лучше это будет Чёрный Дуглас». На её напоминание, что она обещала выйти за него замуж, он отвечает: «Это не важно». Радостная Элспет выбегает к Кэйлу, и просит её увезти с собой. Узнав, что она свободна, Кэйл открывает дверь автомобиля, и они вместе уезжают.

## В ролях
- Рэй Милланд — Клэй Дуглас
- Патриция Рок — Элспет Грэм
- Мариус Горинг — Шолто Льюис
- Хью Синклер — Хэмиш Макэрран
- Нонтон Уэйн — Реджи Синклер
- Эдвард Ригби — Идвал Ллевеллин
- Марджори Филдинг — Маргарет Макэрран
- Майкл Бреннан — Берт Оукшотт
- Дора Брайан — Баблс Фитцджеральд

## Создатели фильма и исполнители главных ролей
Продюсер фильма Джоан Харрисон начала кинокарьеру в качестве сценариста таких триллеров Альфреда Хичкока, как «Таверна „Ямайка“» (1939), «Ребекка» (1940), «Иностранный корреспондент» (1941), «Подозрение» (1941) и «Диверсант» (1942). В 1941 году Харрисон была дважды номинирована на Оскар за сценарии фильмов «Ребекка» (вместе с Робертом Е. Шервудом) и «Иностранный корреспондент». Став продюсером, она сделала два фильма нуар с режиссёром Робертом Сиодмаком — «Леди-призрак» (1944) и «Странное дело дяди Гарри» (1945), и до конца 1940-х годов — ещё нескольких нуаровых триллеров, среди них «Ноктюрн» (1946), «Розовая лошадь» (1947) и «Мне не поверят» (1947). После этого фильма Харрисон ушла на телевидение, где в течение двадцати лет успешно работала в качестве продюсера телесериалов, в том числе, таких популярных, как «Альфред Хичкок представляет» (1955—1962) и «Час Альфреда Хичкока» (1962—1965).
Журнал «TimeOut» назвал Жака Турнёра «недооценённым кинорежиссёром, лучшие работы которого, такие как психологический хоррор „Я гуляла с зомби“ (1943) и фильм нуар „Из прошлого“ (1947), действительно достигли самых высот». Среди других наиболее значимых картин Турнёра — фильмы ужасов «Люди-кошки» (1942), «Человек-леопард» (1943) и «Ночь демона» (1957), фильмы нуар «Берлинский экспресс» (1948) и «Сумерки» (1957), а также вестерны «Проход каньона» (1946), «Звёзды в моей короне» (1950) и «Вичита» (1955).
В 1946 году Рэй Милланд был удостоен «Золотого глобуса» и Оскара за главную роль в драме «Потерянный уикэнд» (1945), где сыграл патологического пьяницу, теряющего человеческий облик. А 1953 году он был номинирован на «Золотой глобус» за главную роль в немом фильме нуар «Вор», где сыграл роль американского учёного, передающего ядерные секреты врагу. Другими памятными картинами Милланда в стали романтический фильм ужасов «Незваные» (1944), криминальные фильмы и фильмы нуар «Министерство страха» (1944), «Большие часы» (1948), «Псевдоним Ник Бил» (1949) и «В случае убийства набирайте „М“» (1954).
Патриция Рок стала известна в Британии благодаря историческим мелодрамам «Мадонна семи лун» (1945) и «Злая женщина» (1945), за которым последовал её единственный голливудский фильм — вестерн Жака Турнёра «Проход каньона» (1946). Она также сыграла в пропагандистской военной мелодраме «Миллионы таких как мы» (1943), мелодрамах «Любовная история» (1944), «Джесси» (1947) и «В памяти навсегда» (1947) голливудского режиссёра Эдварда Дмитрика, комедиях «Две тысячи женщин» (1944) и «Идеальная женщина» (1949).

## Оценка фильма критикой

### Общая оценка фильма
Ведущие критики оценили фильм достаточно сдержанно после его выхода на экраны. Так, журнал «Variety» посчитал, что «несмотря на новаторство в подходе к мелодраматической теме, „Круг опасности“ имеет слишком медленный ход, чтобы выстроить ощутимый саспенс». При этом «под расчётливым режиссёрским началом Турнёра фильм минимизирует экшн ради серии психологических этюдов нескольких коммандос, выживших во время военной операции», а «разрешение сюжета довольно странное, хотя и не совсем неожиданное». Сходную оценку дала картине и газета «Нью-Йорк таймс», отметившая, что «несмотря на (сильный) творческий состав, мелодраматические элементы и название, фильм остаётся неувлекательным и слишком безмятежным приключением», а «британская сдержанность в актёрской игре и в словах почти болезненно очевидна на протяжении всего фильма». Газета пишет: «После просмотра этого путешествия Кука, которое, по случаю, включает остановки в Лондоне и Шотландии, остаётся не совсем понятно, а было ли оно так уж необходимо. Действительно, погоня мистера Милланда иноходью по живописной сельской местности… доставит удовольствие любителю путешествий,… однако ничего особенно выдающегося или напряжённого ни в его поиске, ни в его дорожном романе нет».
Журнал «TimeOut», охарактеризовав картину как «триллер о военном заговоре», назвал её «одной из довольно рутинных работ Турнёра». Современный кинокритик Деннис Шварц считает, эта картина «напоминает работы Хичкока,… потому что продюсером этого богатого на сюжетные повороты чёрно-белого фильма была Джоан Харрисон», много лет проработавшая с великим мастером. Хотя, по мнению Шварца, «фильм обычный, однако благодаря своему высокому мастерству Турнёр делает всё возможное, чтобы он был живым, хорошо воспринимаемым и доставляющим наслаждение». Крейг Батлер замечает, что «многие детективные триллеры проходят по тонкой дорожке между искусностью и невероятностью, что демонстрирует и этот фильм. Нет, это вовсе не плохой фильм; на самом деле он довольно хороший. Но при его просмотре думаешь, что при немного большем усилии он мог быть стать очень хорошим». Батлер далее пишет, что фильм «содержит достаточно элементов для создания великолепного фильма в классическом хичкоковском духе, но ему не хватает особой руки мастера — знания, как организовать эти элементы, чтобы они оказались на своём месте и были расставлены в правильном порядке и самым естественным возможным способом — и не важно, насколько странными они могут показаться, если кто-либо столкнётся с такой серией ситуаций в реальной жизни». Как отмечает в заключение критик, «всегда думаешь о механизмах, движущих сюжет, и в этом фильме лязг шестерён порой слишком громок».

### Оценка работы режиссёра и творческой группы
Как полагает «Нью-Йорк таймс», «режиссёр Жак Турнёр и продюсер Джоан Харрисон, прекрасно знакомые с такого рода фильмами, в данном случае, к сожалению, добиваются успеха лишь отчасти». По мнению Шварца, «Турнёр поддерживает в фильме напряжение, несмотря на медленный ход», а Батлер пришёл к заключению, что постановка Турнёра, «местами просто мёртвая, зато в других местах уходит слишком далеко вперёд». Больше всего фильму «вредит то, что Турнёр не удерживает уровень саспенса на достаточно высоком уровне на достаточно продолжительных отрезках. Он также оказывается не в состоянии сделать окончание не столь надуманным, хотя вряд ли многие режиссёры могли бы добиться большего в данном случае».
«TimeOut» обращает внимание на «хорошую операторскую работу Осси Морриса и восхитительное использование натуры в Уэльсе и Шотландии», Шварц также отмечает, что «съёмки проводились на натуре в Лондоне, Уэльсе и Шотландии, произведя сильное впечатление благодаря оператору Освальду Моррису».

### Оценка актёрской игры
Как пишет «Нью-Йорк таймс», «валлиец Рэй Милланд,… до последнего времени работавший в Голливуде, возвращается на свою родину для роли в этой спокойной мелодраме». При этом газета отмечает, что «Милланд наделяет роль любопытствующего американца естественностью», что «отчасти достигается благодаря правдоподобному и часто мастерскому тексту Филипа Макдональда». «Нью-Йорк таймс» обращает также внимание на «Патрицию Рок, которая возглавляет британскую часть состава в качестве девушки, в которую влюбляется главный герой. Она красива, очаровательна и столь же занимательна, как и её визави».
Батлер особенно выделяет роль звезды, указывая, что «к счастью, в фильме есть Рой Милланд, который очень многое знает, как делать в каждой конкретной ситуации. Хотя слишком часто его роль сводится к роли наблюдателя, и сюжет не вовлекает его настолько, насколько хотелось бы, тем не менее он крепко берёт картину в свои руки и рулит ей с щегольством и изяществом».